# Campionati mondiali di slittino 2007
I Campionati mondiali di slittino 2007, trentanovesima edizione della manifestazione organizzata dalla Federazione Internazionale Slittino, si tennero dal 2 al 4 febbraio 2007 a Igls, una frazione di Innsbruck in Austria, sulla Kunsteisbahn Bob-Rodel Igls, la stessa sulla quale si svolsero le competizioni del bob e dello slittino ai Giochi di Innsbruck 1976 e le rassegne iridate nel 1977, nel 1987 e nel 1997; furono disputate gare in quattro differenti specialità: nel singolo uomini, nel singolo donne, nel doppio e nella prova a squadre.
Dominatrice della manifestazione fu la nazionale tedesca, capace di conquistare tutti e quattro i titoli e sette medaglie sulle dodici assegnate in totale: quelle d'oro furono vinte da David Möller nel singolo uomini, che bissò il titolo vinto a Nagano 2004, da Tatjana Hüfner nell'individuale femminile, dalla coppia formata da Patric Leitner ed Alexander Resch nel doppio, al loro quarto trionfo dopo quelli ottenuti a Schönau am Königssee 1999, a Sankt Moritz 2000 ed a Nagano 2004, e dalla squadra composta dagli stessi Möller, Leitner e Resch insieme a Silke Kraushaar-Pielach nella prova a squadre.
Oltre ai tedeschi David Möller, Patric Leitner ed Alexander Resch, che vinsero due medaglie d'oro, gli altri atleti che riuscirono a salire per due volte sul podio in questa rassegna iridata furono la connazionale Silke Kraushaar-Pielach e l'italiano Armin Zöggeler.

## Risultati

### Singolo uomini
La gara fu disputata il 3 febbraio nell'arco di due manches e presero parte alla competizione 53 atleti in rappresentanza di 25 differenti nazioni; campione uscente era l'italiano Armin Zöggeler, che concluse la prova al secondo posto, ed il titolo fu conquistato dal tedesco David Möller, già campione mondiale a Nagano 2004, mentre terzo giunse l'altro tedesco Jan Eichhorn.
| Pos. | Atleti           | Nazione  | Tempo    | Distacco |
| ---- | ---------------- | -------- | -------- | -------- |
|      | David Möller     | Germania | 1'38"052 |          |
|      | Armin Zöggeler   | Italia   | 1'38"059 | +0"007   |
|      | Jan Eichhorn     | Germania | 1'38"163 | +0"111   |
| 4    | Al'bert Demčenko | Russia   | 1'38"475 | +0"423   |
| 5    | Stefan Höhener   | Svizzera | 1'38"517 | +0"465   |
| 6    | Reinhold Rainer  | Italia   | 1'38"530 | +0"478   |
| 7    | Mārtiņš Rubenis  | Lettonia | 1'38"544 | +0"492   |
| 8    | Viktor Knejb     | Russia   | 1'38"728 | +0"676   |
| 9    | Felix Loch       | Germania | 1'38"746 | +0"694   |
| 10   | Wilfried Huber   | Italia   | 1'38"778 | +0"726   |

### Singolo donne
La gara fu disputata il 4 febbraio nell'arco di due manches e presero parte alla competizione 36 atlete in rappresentanza di 16 differenti nazioni; campionessa uscente era la tedesca Sylke Otto, nel frattempo ritiratasi dalle competizioni, ed il titolo fu conquistato dalla connazionale Tatjana Hüfner, medaglia di bronzo ai Giochi di Torino 2006, davanti alle altre teutoniche Anke Wischnewski, già sul podio nella scorsa rassegna mondiale, e Silke Kraushaar, campionessa mondiale a Nagano 2004 e per tre volte sul podio olimpico, compresa la vittoria ottenuta a Nagano 1998.
| Pos. | Atleti                  | Nazione     | Tempo    | Distacco |
| ---- | ----------------------- | ----------- | -------- | -------- |
|      | Tatjana Hüfner          | Germania    | 1'19"808 |          |
|      | Anke Wischnewski        | Germania    | 1'19"948 | +0"140   |
|      | Silke Kraushaar-Pielach | Germania    | 1'19"980 | +0"172   |
| 4    | Natalie Geisenberger    | Germania    | 1'20"092 | +0"284   |
| 5    | Erin Hamlin             | Stati Uniti | 1'20"129 | +0"321   |
| 6    | Natalija Jakušenko      | Ucraina     | 1'20"286 | +0"478   |
| 7    | Nina Reithmayer         | Austria     | 1'20"292 | +0"484   |
| 8    | Julia Clukey            | Stati Uniti | 1'20"475 | +0"667   |
| 9    | Ashley Hayden           | Stati Uniti | 1'20"504 | +0"696   |
| 10   | Lilija Ludan            | Ucraina     | 1'20"535 | +0"727   |

### Doppio
La gara fu disputata il 4 febbraio nell'arco di due manches e presero parte alla competizione 52 atleti in rappresentanza di 13 differenti nazioni; campioni uscenti erano i tedeschi André Florschütz e Torsten Wustlich, che conclusero la prova al settimo posto, ed il titolo fu conquistato dai connazionali Patric Leitner ed Alexander Resch, già vincitori del titolo iridato a Schönau am Königssee 1999, a Sankt Moritz 2000 ed a Nagano 2004 e dell'oro olimpico a Salt Lake City 2002, davanti ai cugini austriaci Tobias Schiegl e Markus Schiegl, campioni mondiali ad Altenberg 1996 e ad Igls 1997, ed agli statunitensi Mark Grimmette e Brian Martin, sul podio ai Giochi di Nagano 1998 e di Salt Lake City 2002 oltreché in altre quattro rassegne mondiali. Grazie a questo risultato Leitner e Resch raggiunsero Stefan Krauße e Jan Behrendt alla vetta della classifica dei plurivincitori nella specialità.
| Pos. | Atleti                                    | Nazione     | Tempo    | Distacco |
| ---- | ----------------------------------------- | ----------- | -------- | -------- |
|      | Patric Leitner Alexander Resch            | Germania    | 1'19"285 |          |
|      | Tobias Schiegl Markus Schiegl             | Austria     | 1'19"401 | +0"116   |
|      | Mark Grimmette Brian Martin               | Stati Uniti | 1'19"500 | +0"215   |
| 4    | Andreas Linger Wolfgang Linger            | Austria     | 1'19"529 | +0"244   |
| 5    | Christian Oberstolz Patrick Gruber        | Italia      | 1'19"533 | +0"248   |
| 6    | Gerhard Plankensteiner Oswald Haselrieder | Italia      | 1'19"549 | +0"264   |
| 7    | André Florschütz Torsten Wustlich         | Germania    | 1'19"640 | +0"355   |
| 8    | Peter Penz Georg Fischler                 | Austria     | 1'19"666 | +0"381   |
| 9    | Tobias Wendl Tobias Arlt                  | Germania    | 1'19"692 | +0"407   |
| 10   | Andris Šics Juris Šics                    | Lettonia    | 1'19"773 | +0"488   |

### Gara a squadre
La gara fu disputata il 2 febbraio ed ogni squadra nazionale poté prendere parte alla competizione con una sola formazione; nello specifico la prova vide la partenza di un singolarista uomo ed uno donna, nonché di un doppio per ognuna delle 13 formazioni, gareggiando ciascuno in una singola manche; la somma totale dei tempi così ottenuti laureò campione la nazionale tedesca di David Möller, Silke Kraushaar-Pielach, Patric Leitner ed Alexander Resch davanti alla squadra italiana formata da Armin Zöggeler, Sandra Gasparini, Christian Oberstolz e Patrick Gruber ed a quella austriaca composta da Daniel Pfister, Nina Reithmayer, Peter Penz e Georg Fischler.
| Pos. | Squadra     | Atleti                                                                  | Tempo    | Distacco |
| ---- | ----------- | ----------------------------------------------------------------------- | -------- | -------- |
|      | Germania    | David Möller Silke Kraushaar-Pielach Patric Leitner / Alexander Resch   | 2'09"159 |          |
|      | Italia      | Armin Zöggeler Sandra Gasparini Christian Oberstolz / Patrick Gruber    | 2'09"841 | +0"682   |
|      | Austria     | Daniel Pfister Nina Reithmayer Peter Penz / Georg Fischler              | 2'09"982 | +0"823   |
| 4    | Stati Uniti | Antony Benshoof Erin Hamlin Mark Grimmette / Brian Martin               | 2'10"160 | +1"001   |
| 5    | Russia      | Al'bert Demčenko Aleksandra Rodionova Michail Kuzmič / Jurij Veselov    | 2'10"510 | +1"351   |
| 6    | Lettonia    | Mārtiņš Rubenis Maija Tīruma Andris Šics / Juris Šics                   | 2'11"196 | +2"037   |
| 7    | Slovacchia  | Jozef Ninis Veronika Sabolová Leo Horvat / Jozef Kuchár                 | 2'11"863 | +2"704   |
| 8    | Giappone    | Shigeaki Ushijima Madoka Harada Takahisa Oguchi / Masaki Toshiro        | 2'11"893 | +2"734   |
| 9    | Rep. Ceca   | Jakub Hyman Petra Kaprasova Antonín Brož / Lukáš Brož                   | 2'12"072 | +2"913   |
| 10   | Polonia     | Lukasz Firlej Ewelina Staszulonek Marcin Piekarski / Grzegorz Piekarski | 2'12"144 | +2"985   |

## Medagliere
| Posizione | Nazione     | Oro | Argento | Bronzo | Totale |
| --------- | ----------- | --- | ------- | ------ | ------ |
| 1         | Germania    | 4   | 1       | 2      | 7      |
| 2         | Italia      | 0   | 2       | 0      | 2      |
| 3         | Austria     | 0   | 1       | 1      | 2      |
| 4         | Stati Uniti | 0   | 0       | 1      | 1      |
| Totale    | Totale      | 4   | 4       | 4      | 12     |